# Lysiosquillidae
Famille
Les Lysiosquillidae sont une famille de stomatopodes (« crevettes-mantes ») ravisseuses.

## Liste des genres
Selon World Register of Marine Species (7 janvier 2015) :
- genre Lysiosquilla Dana, 1852 -- 12 espèces
- genre Lysiosquillina Manning, 1995 -- 4 espèces
- genre Lysiosquilloides Manning, 1977 -- 3 espèces

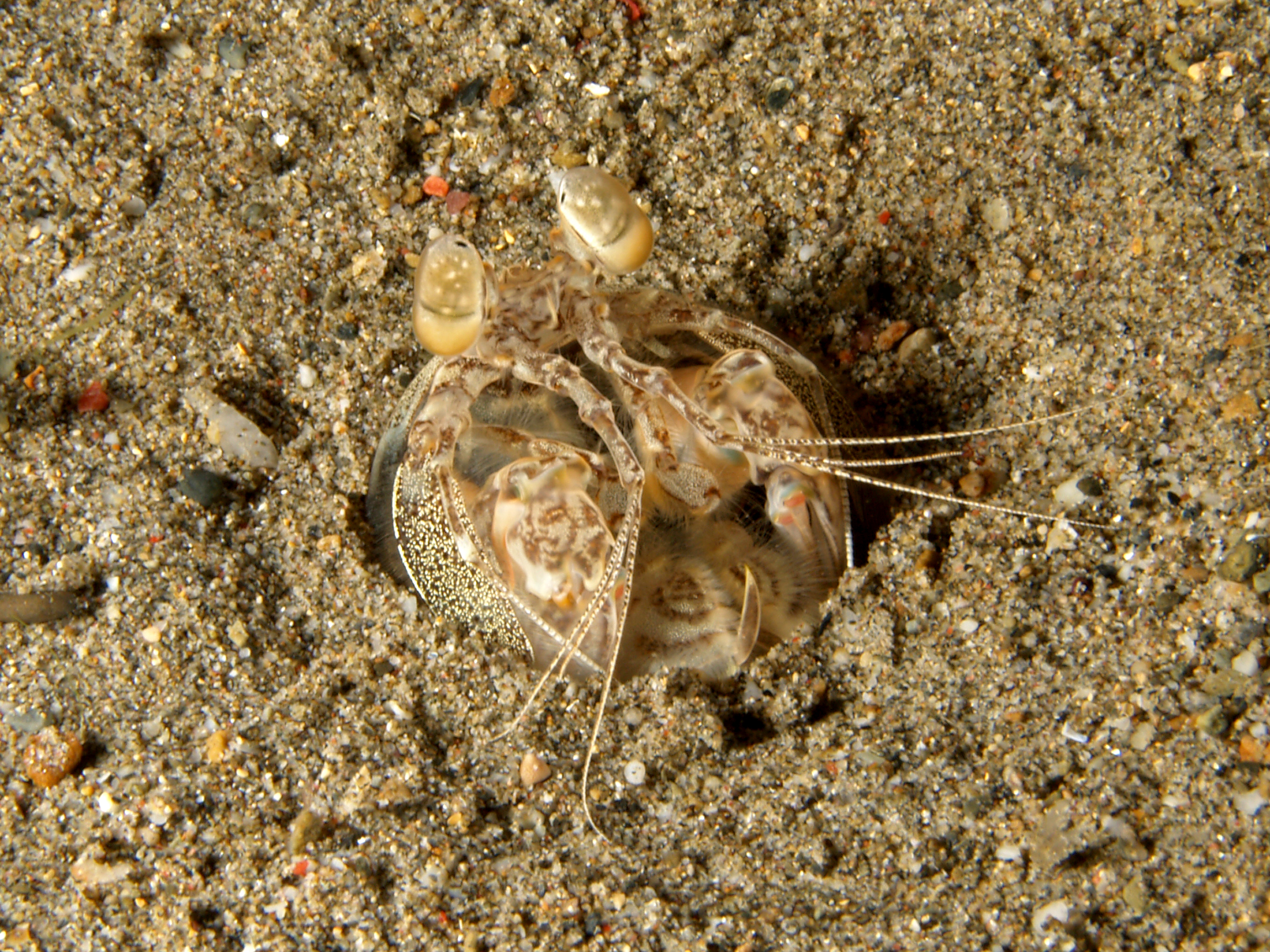
Lysiosquilla tredecimdentata
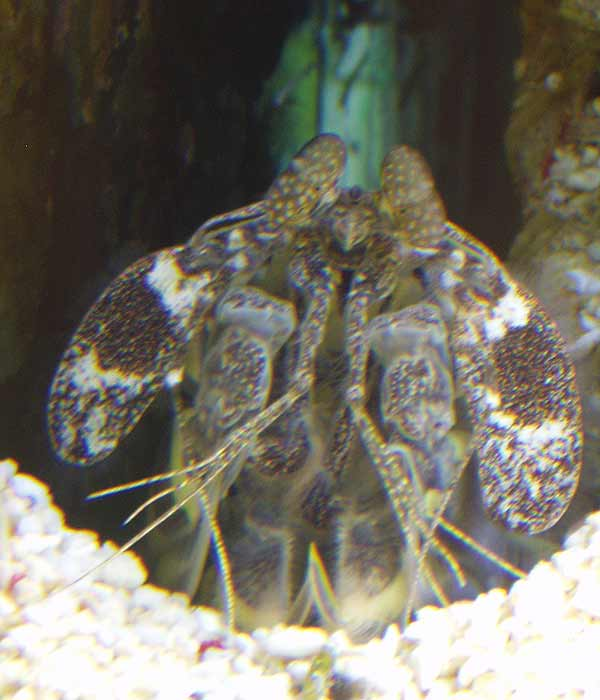
Lysiosquillina maculata